# Wieland Schmidt
Wieland Schmidt (n. 23 decembrie 1953, Magdeburg, RDG) este un handbalist ce a reprezentat Germania, medaliat olimpic. A participat la 2 ediții ale Jocurilor Olimpice (1980, 1988) în care a câștigat o medalie de aur.